# Pilar López Zappino
Pilar López Zappino (Múrcia, 14 de maig de 1883 - 26 de febrer de 1936), filla d'Antonio López i de Dolores Zappino, va ser una pedagoga de l'Escola Moderna. El novembre de 1905, arribà a Menorca per a treballar a l'Escuela Libre Distrito 15 de Maó. Aquesta escola fou creada per la Federació d'Obrers de l'illa de Menorca (FOIM) seguint els principis de l'Escola Moderna. Allà es retrobà amb Esteve Guarro, que havia arribat a l'escola mesos abans a proposta de Francesc Ferrer i Guàrdia. Va començar al desembre a impartir classes especials de piano i solfeig fins al tancament de l'escola al 1906 arrel de l'atemptat a Alfons XII a Madrid. Aquest atemptat, comès per Mateu Morral, natural de Sabadell i del cercle d'amics de l'Esteve Guarro, va suposar el tancament de totes les escoles racionalistes del país. Entre el 1906 i 1907, la parella es va fer càrrec de l'Escola Moderna de Gràcia, que acabà tancant també per culpa de la repressió. Es van traslladar a Lloret de Mar per a treballar a l'Escola Horaciana Lloretense, inaugurada el 29 de juny de 1907 i que tancarà mesos més tard. La família, que ja tenien una filla de 3 anys, Eleanora, arribà a Sant Feliu de Llobregat al 1910 per a incorporar-se a l'Ateneo Libre del Llobregat, actualment l'Ateneu Santfeliuenc. Només l'Esteve emperò va continuar amb la seva tasca docent, ja que només s'impartien classes a nois. Pilar no va tornar a exercir mai més de manera oficial, tot i que donava classes particulars a casa seva. Va morir el 26 de febrer de 1936 d'una aturada cardiorespiratòria.